# Brendan Rodgers
Brendan Rodgers (Carnlough, Irlanda del Norte, 26 de enero de 1973) es un exfutbolista y entrenador norirlandés. Actualmente es entrenador del Celtic de la Scottish Premiership.

## Carrera como futbolista
Brendan Rodgers nunca llegó a jugar como profesional. Empezó su carrera jugando para el Ballymena aunque, cumplida la mayoría de edad, firmó por el Reading. En este último club, a la edad de 20 años, sufrió una lesión que forzó su retirada. Aunque siguió jugando algunos años a nivel no profesional, decidió dar el salto a los banquillos.

## Carrera como entrenador

#### Inicios
Rodgers pasó una gran cantidad de tiempo viajando por España estudiando diferentes métodos de entrenamiento, y finalmente fue invitado por el entrenador José Mourinho a dejar su papel de director de la academia en Reading y unirse a la academia del Chelsea como su entrenador juvenil en 2004 después de una recomendación del asistente de Mourinho y futuro entrenador de la Premier League, Steve Clarke.

#### Watford FC
En noviembre de 2008, fue nombrado entrenador del Watford, equipo del Championship. Pese a ganar sólo 2 de sus 13 primeros partidos, terminó mejorando radicalmente en la segunda vuelta y obtuvo la permanencia, finalizando como 13.er clasificado.

#### Reading FC
Semanas después de garantizar la supervivencia de Watford y tras la dimisión de Steve Coppell como técnico del Reading, Rodgers se convirtió rápidamente en el favorito para sucederle y reincorporarse a su antiguo club. El 5 de junio de 2009, acordó un trato para convertirse en el nuevo entrenador del equipo, después de que se acordó un paquete de compensación inicial por valor de £500,000 con Watford, que luego aumentó a £1 millón. A pesar de un buen comienzo en la liga, siguió una serie de resultados decepcionantes, y Rodgers dejó Reading de mutuo acuerdo el 16 de diciembre, poco más de seis meses después de su llegada, con el club ocupando un lugar por encima del descenso en el Championship.

#### Swansea City
Rodgers aceptó una oferta para convertirse en entrenador del Swansea City el 16 de julio de 2010. El 25 de abril de 2011, el norirlandés había logrado asegurar cómodamente el lugar de Swansea City en los play-offs del Championship de 2011 para el ascenso a la Premier League, con una convincente victoria por 4-1 sobre Ipswich Town en el Liberty Stadium.
El 16 de mayo de 2011, Rodgers llevó al Swansea a la final de los play-offs del Championship después de derrotar al Nottingham Forest en los dos partidos en la semifinal. Se enfrentó a su antiguo club Reading en la final en el estadio de Wembley el 30 de mayo de 2011, donde el Swansea ganó por 4-2 gracias a un triplete de Scott Sinclair, lo que significó que se convirtieran en el primer equipo galés en lograr el ascenso a la Premier League.
A pesar de que muchos predijeron antes de que comenzara la temporada que Swansea era el favorito para descender, su temporada de debut resultó muy impresionante, ya que sumaron puntos contra el Liverpool, Newcastle United, Tottenham Hotspur y Chelsea, manteniéndolos muy por encima de la zona de descenso. En febrero, Rodgers firmó un nuevo contrato de tres años y medio para mantenerse en el club hasta julio de 2015.

#### Liverpool FC
El 1 de junio de 2012, Rodgers fue presentado como el nuevo entrenador del Liverpool con un contrato de tres años, luego de la destitución de Kenny Dalglish dos semanas antes. En julio de 2012, Rodgers escribió una carta abierta a los seguidores del Swansea City, agradeciendo tanto al personal como a los seguidores por su tiempo en el club y deseándoles lo mejor para el futuro. Días después, realizó su primera sesión de entrenamiento en Melwood cuando el equipo se presentó para el entrenamiento de pretemporada. 

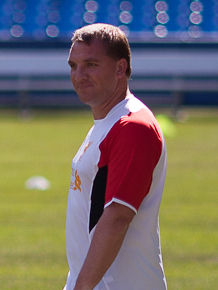
Rodgers en 2012.

En su primera temporada dirigiendo a los reds, el equipo fue de menos a más y terminó 7º en la Premier League 2012-13, siendo eliminado por el Zenit en dieciseisavos de final de la Europa League por la regla del gol de visitante.
En cambio, el Liverpool de Rodgers comenzó bien la Premier League 2013-14, donde pese a terminar la primera vuelta con dos derrotas consecutivas, se mantenía en los puestos europeos. En la recta final del campeonato, los reds llegaron a pelear por el título, gracias al gran momento de forma de sus estrellas como Luis Suárez y Steven Gerrard; y aunque finalmente tuvieron que conformarse con el subcampeonato, superaron el centenar de goles con un estilo de juego muy ofensivo y volvieron a clasificarse para la Liga de Campeones cinco años después. Esta buena campaña propició la renovación de su contrato con el club.
En verano de 2014, el Liverpool traspasó a Luis Suárez y fichó en su lugar a Mario Balotelli. Este no rindió al nivel esperado, Rodgers no pudo dar con la tecla y el equipo lo notó, siendo eliminado en la fase de grupos de la Champions y quedando repescado para la Europa League, mientras que terminó la primera vuelta de la Premier League en una discreta octava posición. En la FA Cup mostraron un buen rendimiento, llegando hasta semifinales, donde cayeron ante el Aston Villa. La segunda parte del torneo doméstico fue mejor para los reds, que terminaron en 6º puesto, clasificándose para la Liga Europa.
Tras este bajón de rendimiento, en verano el club invirtió grandes sumas de dinero en reforzar su plantilla, fichando a hombres como Christian Benteke y Roberto Firmino, pero el conjunto inglés no fue capaz de recuperar el nivel mostrado hace dos temporadas. Rodgers fue despedido como técnico del Liverpool en octubre de 2015, poco después de empatar contra su rival ciudadano, el Everton. Dejó el banquillo de Anfield tras 8 jornadas de la Premier League 2015-16, con el equipo red como 10º clasificado con 12 puntos.

#### Celtic de Glasgow
El 20 de mayo de 2016, Rodgers se convirtió en el nuevo técnico del Celtic de Glasgow. Clasificó al conjunto católico para la fase de grupos de la Liga de Campeones, aunque no pudo pasar a octavos de final. Mucho mejor le fue en competiciones domésticas, ya que se impuso con autoridad en la Copa de la Liga de Escocia (100º entorchado en total en la historia de la entidad) y la Liga Premier de Escocia. El 7 de abril de 2017, Rodgers firmó un nuevo contrato que le vinculaba con el club escocés para los 4 próximos años. Finalmente, concluyó la temporada ganando el triplete nacional, al sumar también la Copa de Escocia a sus vitrinas. Al año siguiente, repitió el éxito de conquistar todos los títulos domésticos.

#### Leicester City
El 26 de febrero de 2019, Rodgers se desvinculó del Celtic (con quien tenía contrato hasta 2021) para firmar por el Leicester City. El 6 de diciembre de 2019, tras protagonizar un brillante inicio de campeonato en el que llevó a los foxes al 2º puesto de la Premier League, renovó su contrato con el club hasta 2025. Finalmente, logró clasificar a su equipo para la siguiente edición de la Liga Europa de la UEFA al finalizar la Premier League como 5º clasificado, situación que se repitió un año después, en la Premier League 2020-21. Además, el 15 de mayo de 2021, logró ganar la FA Cup.
En marzo de 2023, con el Leicester City sólo dos puntos por encima de la zona de descenso, Rodgers dijo que respetaba las opiniones de los aficionados que pedían su despido. Finalmente, dejó al club de mutuo acuerdo el 2 de abril de 2023 después de una derrota por 2-1 contra el Crystal Palace que dejaba al equipo inglés como penúltimo clasificado de la Premier League.

#### Celtic de Glasgow (2.ª etapa)
El 19 de junio de 2023, se anunció el regreso de Rodgers al Celtic por las próximas tres temporadas.

## Clubes y estadísticas

### Como jugador
| Club             | País              | Año       |
| ---------------- | ----------------- | --------- |
| Ballymena United | Irlanda del Norte | 1987-1990 |
| Reading          | Inglaterra        | 1990-1993 |
| Newport          | Inglaterra        | 1993-1994 |
| Witney Town      | Inglaterra        | 1994-1995 |
| Newbury Town     | Inglaterra        | 1995-1996 |

### Como entrenador
| Equipo                    | Div.                | Temporada           | Liga  | Liga | Liga | Liga | Liga |       | Copa | Copa | Copa | Copa  |    | Internacional | Internacional | Internacional | Internacional | Internacional |   | Otros | Otros | Otros | Otros |     | Totales     | Totales | Totales | Totales | Totales | Totales | Totales | Totales |
| Equipo                    | Div.                | Temporada           | Part. | G    | E    | P    | Pos. | Part. | G    | E    | P    | Part. | G  | E             | P             | Pos.          | Part.         | G             | E | P     | Part. | G     | E     | P   | Rendimiento | GF      | GC      | Dif.    |         |         |         |         |
| ------------------------- | ------------------- | ------------------- | ----- | ---- | ---- | ---- | ---- | ----- | ---- | ---- | ---- | ----- | -- | ------------- | ------------- | ------------- | ------------- | ------------- | - | ----- | ----- | ----- | ----- | --- | ----------- | ------- | ------- | ------- | ------- | ------- | ------- | ------- |
| Watford Inglaterra        | 2.ª                 | 2008-09             | 28    | 11   | 7    | 10   | 13.º | 4     | 2    | 0    | 2    | -     | -  | -             | -             | -             | -             | -             | - | -     | 32    | 13    | 7     | 12  | 47.92%      | 47      | 48      | -1      |         |         |         |         |
| Watford Inglaterra        | Total               | Total               | 28    | 11   | 7    | 10   | -    | 4     | 2    | 0    | 2    | -     | -  | -             | -             | -             | -             | -             | - | -     | 32    | 13    | 7     | 12  | 47.92%      | 47      | 48      | -1      |         |         |         |         |
| Reading Inglaterra        | 2.ª                 | 2009-10             | 21    | 5    | 6    | 10   | Inc. | 2     | 1    | 0    | 1    | -     | -  | -             | -             | -             | -             | -             | - | -     | 23    | 6     | 6     | 11  | 34.79%      | 29      | 36      | -7      |         |         |         |         |
| Reading Inglaterra        | Total               | Total               | 21    | 5    | 6    | 10   | -    | 2     | 1    | 0    | 1    | -     | -  | -             | -             | -             | -             | -             | - | -     | 23    | 6     | 6     | 11  | 34.79%      | 29      | 36      | -7      |         |         |         |         |
| Swansea City Gales        | 2.ª                 | 2010-11             | 46    | 24   | 8    | 14   | 3.º  | 6     | 4    | 0    | 2    | -     | -  | -             | -             | -             | 3             | 2             | 1 | 0     | 55    | 30    | 9     | 16  | 60%         | 90      | 51      | +39     |         |         |         |         |
| Swansea City Gales        | 1.ª                 | 2011-12             | 38    | 12   | 11   | 15   | 11.º | 3     | 1    | 0    | 2    | -     | -  | -             | -             | -             | -             | -             | - | -     | 41    | 13    | 11    | 17  | 40.65%      | 50      | 58      | -8      |         |         |         |         |
| Swansea City Gales        | Total               | Total               | 84    | 36   | 19   | 29   | -    | 9     | 5    | 0    | 4    | -     | -  | -             | -             | -             | 3             | 2             | 1 | 0     | 96    | 43    | 20    | 33  | 51.73%      | 140     | 109     | +31     |         |         |         |         |
| Liverpool Inglaterra      | 1.ª                 | 2012-13             | 38    | 16   | 13   | 9    | 7.º  | 4     | 2    | 0    | 2    | 12    | 7  | 2             | 3             | 1/16          | -             | -             | - | -     | 54    | 25    | 15    | 14  | 55.56%      | 98      | 64      | +34     |         |         |         |         |
| Liverpool Inglaterra      | 1.ª                 | 2013-14             | 38    | 26   | 6    | 6    | 2.º  | 5     | 3    | 0    | 2    | -     | -  | -             | -             | -             | -             | -             | - | -     | 43    | 29    | 6     | 8   | 72.09%      | 110     | 55      | +45     |         |         |         |         |
| Liverpool Inglaterra      | 1.ª                 | 2014-15             | 38    | 18   | 8    | 12   | 6.º  | 12    | 6    | 4    | 2    | 8     | 2  | 2             | 4             | 1/16          | -             | -             | - | -     | 58    | 26    | 14    | 18  | 52.88%      | 74      | 69      | +5      |         |         |         |         |
| Liverpool Inglaterra      | 1.ª                 | 2015-16             | 8     | 3    | 3    | 2    | Inc. | 1     | 0    | 1    | 0    | 2     | 0  | 2             | 0             | Inc.          | -             | -             | - | -     | 11    | 3     | 6     | 2   | 45.45%      | 11      | 13      | -2      |         |         |         |         |
| Liverpool Inglaterra      | Total               | Total               | 122   | 63   | 30   | 29   | -    | 22    | 11   | 5    | 6    | 22    | 9  | 6             | 7             | -             | -             | -             | - | -     | 166   | 83    | 41    | 42  | 58.23%      | 293     | 201     | +92     |         |         |         |         |
| Celtic Escocia            | 1.ª                 | 2016-17             | 38    | 34   | 4    | 0    | 1.º  | 9     | 9    | 0    | 0    | 12    | 3  | 4             | 5             | FG            | -             | -             | - | -     | 59    | 46    | 8     | 5   | 82.49%      | 150     | 50      | +100    |         |         |         |         |
| Celtic Escocia            | 1.ª                 | 2017-18             | 38    | 24   | 10   | 4    | 1.º  | 9     | 9    | 0    | 0    | 14    | 6  | 1             | 7             | 1/16          | -             | -             | - | -     | 61    | 39    | 11    | 11  | 69.94%      | 126     | 64      | +62     |         |         |         |         |
| Celtic Escocia            | 1.ª                 | 2018-19             | 27    | 20   | 3    | 4    | Inc. | 6     | 6    | 0    | 0    | 16    | 7  | 3             | 6             | 1/16          | -             | -             | - | -     | 49    | 33    | 6     | 10  | 71.43%      | 101     | 32      | +69     |         |         |         |         |
| Leicester City Inglaterra | 1.ª                 | 2018-19             | 10    | 5    | 2    | 3    | 9.º  | -     | -    | -    | -    | -     | -  | -             | -             | -             | -             | -             | - | -     | 10    | 5     | 2     | 3   | 56.67%      | 17      | 9       | +8      |         |         |         |         |
| Leicester City Inglaterra | 1.ª                 | 2019-20             | 38    | 18   | 8    | 12   | 5.º  | 10    | 5    | 3    | 2    | -     | -  | -             | -             | -             | -             | -             | - | -     | 48    | 23    | 11    | 14  | 55.56%      | 83      | 49      | +34     |         |         |         |         |
| Leicester City Inglaterra | 1.ª                 | 2020-21             | 38    | 20   | 6    | 12   | 5.º  | 7     | 6    | 0    | 1    | 8     | 4  | 2             | 2             | 1/16          | -             | -             | - | -     | 53    | 30    | 8     | 15  | 61.63%      | 95      | 61      | +34     |         |         |         |         |
| Leicester City Inglaterra | 1.ª                 | 2021-22             | 38    | 14   | 10   | 14   | 8.º  | 5     | 2    | 2    | 1    | 14    | 6  | 4             | 4             | 1/2           | 1             | 1             | 0 | 0     | 58    | 23    | 16    | 19  | 48.86%      | 100     | 87      | +13     |         |         |         |         |
| Leicester City Inglaterra | 1.ª                 | 2022-23             | 28    | 7    | 4    | 17   | Inc. | 7     | 4    | 1    | 2    | -     | -  | -             | -             | -             | -             | -             | - | -     | 35    | 11    | 5     | 19  | 36.19%      | 48      | 53      | -5      |         |         |         |         |
| Leicester City Inglaterra | Total               | Total               | 152   | 64   | 30   | 58   | -    | 29    | 17   | 6    | 6    | 22    | 10 | 6             | 6             | -             | 1             | 1             | 0 | 0     | 204   | 92    | 42    | 70  | 51.96%      | 343     | 259     | +84     |         |         |         |         |
| Celtic Escocia            | 1.ª                 | 2023-24             | 38    | 29   | 6    | 3    | 1.º  | 6     | 4    | 1    | 1    | 6     | 1  | 1             | 4             | FG            | -             | -             | - | -     | 50    | 34    | 8     | 8   | 73.33%      | 115     | 51      | +64     |         |         |         |         |
| Celtic Escocia            | 1.ª                 | 2024-25             | 38    | 29   | 5    | 4    | 1.º  | 9     | 7    | 2    | 0    | 10    | 3  | 4             | 3             | 1/16          | -             | -             | - | -     | 57    | 39    | 11    | 7   | 74.85%      | 159     | 51      | +108    |         |         |         |         |
| Celtic Escocia            | 1.ª                 | 2025-26             | 2     | 2    | 0    | 0    | -    | 1     | 1    | 0    | 0    | 0     | 0  | 0             | 0             | -             | -             | -             | - | -     | 3     | 3     | 0     | 0   | 100%        | 7       | 1       | +6      |         |         |         |         |
| Celtic Escocia            | Total               | Total               | 181   | 138  | 28   | 15   | -    | 40    | 36   | 3    | 1    | 58    | 20 | 13            | 25            | -             | -             | -             | - | -     | 279   | 194   | 44    | 41  | 74.79%      | 658     | 249     | +409    |         |         |         |         |
| Total en su carrera       | Total en su carrera | Total en su carrera | 587   | 316  | 120  | 151  | -    | 106   | 72   | 14   | 20   | 103   | 40 | 25            | 38            | -             | 4             | 3             | 1 | 0     | 800   | 431   | 160   | 209 | 60.55%      | 1510    | 902     | +608    |         |         |         |         |
| 1. 2. 3.                  |                     |                     |       |      |      |      |      |       |      |      |      |       |    |               |               |               |               |               |   |       |       |       |       |     |             |         |         |         |         |         |         |         |

#### Resumen por competiciones
| Competición                        | Partidos | Ganados | Empatados | Perdidos | %      | Resultado              |
| ---------------------------------- | -------- | ------- | --------- | -------- | ------ | ---------------------- |
| EFL Championship                   | 98       | 42      | 22        | 34       | 50.34% | 3.er lugar             |
| Premier League                     | 312      | 139     | 71        | 102      | 52.14% | Subcampeón             |
| FA Cup                             | 34       | 23      | 2         | 9        | 69.61% | Campeón                |
| EFL Cup                            | 32       | 13      | 9         | 10       | 50.01% | Semifinales            |
| Community Shield                   | 1        | 1       | 0         | 0        | 100%   | Campeón                |
| Scottish Premiership               | 181      | 138     | 28        | 15       | 81.4%  | Campeón                |
| Copa de Escocia                    | 22       | 20      | 2         | 0        | 93.94% | Campeón                |
| Copa de la Liga de Escocia         | 18       | 16      | 1         | 1        | 90.74% | Campeón                |
| Liga de Campeones de la UEFA       | 52       | 16      | 14        | 22       | 39.74% | Dieciseisavos de final |
| Liga Europea de la UEFA            | 42       | 19      | 9         | 14       | 52.38% | Dieciseisavos de final |
| Liga Europa Conferencia de la UEFA | 8        | 4       | 2         | 2        | 58.33% | Semifinales            |
| TOTAL                              | 800      | 431     | 160       | 209      | 60.55% | 13 Títulos             |

## Palmarés

### Como entrenador
| Título                     | Club           | País       | Año     |
| -------------------------- | -------------- | ---------- | ------- |
| Scottish Premiership       | Celtic         | Escocia    | 2016-17 |
| Copa de la Liga de Escocia | Celtic         | Escocia    | 2016-17 |
| Copa de Escocia            | Celtic         | Escocia    | 2016-17 |
| Scottish Premiership       | Celtic         | Escocia    | 2017-18 |
| Copa de la Liga de Escocia | Celtic         | Escocia    | 2017-18 |
| Copa de Escocia            | Celtic         | Escocia    | 2017-18 |
| Copa de la Liga de Escocia | Celtic         | Escocia    | 2018-19 |
| FA Cup                     | Leicester City | Inglaterra | 2020-21 |
| Community Shield           | Leicester City | Inglaterra | 2021    |
| Scottish Premiership       | Celtic         | Escocia    | 2023-24 |
| Copa de Escocia            | Celtic         | Escocia    | 2023-24 |
| Copa de la Liga de Escocia | Celtic         | Escocia    | 2024-25 |
| Scottish Premiership       | Celtic         | Escocia    | 2024-25 |